# 多相系統
多相系统（Polyphase System）是指有兩個或更多相位的電力系統，各個相位均有相同的電壓及頻率，彼此擁有相同的相角。

## 阶段
在商业电力的早期阶段，一些装置使用两相四线制电机系统。这些的主要优点是绕组配置与单相电容启动电机相同，并且通过使用四线系统，概念上相位是独立的，并且易于使用当时可用的数学工具进行分析。两相系统也可以使用三根电线（两个“热”加一个公共中性线）实现。然而，这引入了不对称性；中性点的电压降使相位不完全相隔90度。
两相系统已被三相系统取代。相间90度的两相电源可以使用Scott连接的变压器从三相系统中获得。
多相系统必须提供定义的相位旋转方向，因此镜像电压不计入相序。具有180度相隔两个相导体的三线系统仍然只是单相。这种系统有时被描述为分相。

## 三相電
多相系统具有三个或更多个通电电导体，其承载交流电流，每个导体中的电压波之间具有确定的相角;对于三相电压，相角为120°或~2.09弧度。多相系统特别适用于向依靠交流电旋转的电动机传输动力。最常见的例子是用于工业应用和电力传输的三相电力系统。三相电力传输的主要优点（使用三个导体，而不是使用两个导体的单相电力传输），因为剩余的导体充当任何单个导体的返回路径，所以由平衡三相系统是单相传输的三倍，但仅使用一个额外的导体。因此，传输成本增加50％可实现传输功率增加200％。

## 更多相位
六相電可輕易地由相移變壓器（phase shift transformer）取得。三相電的相差是120°，利用60°相移變壓器可產生額外三個相差60°的電壓，變成六個相差60°的電壓。當相差是60°時，相量圖會變成等邊三角形，即是VLL與VLN相同。這有助降低對絕緣體的要求。
1992年至1995年間，紐約州電氣公司（New York State Electric & Gas）改裝一段1.5英里的115kV三相雙迴路為六相電。
由於VLL與VLN相同，系統電壓可以在絕緣距離不變的情況下提升。改裝後的電壓（VLN）為93kV，相當於三相161kV，電壓提高代表電網的輸電量也能提高。在此研究中，六相電成功接駁到現有三相電力系統，也討論了六相短路及六相不平衡等問題。結果顯示，長度超過23至28英里的115kV三相雙迴路，改用六相電較具有經濟效益。

## 内部链接
- 二相電
- 三相電